# Réforme constitutionnelle turque de 2010
réforme de 2007 réforme de 2017
La réforme constitutionnelle turque de 2010 est adoptée en 2010, à la suite du référendum constitutionnel turc de 2010.